# Glossaire de la cordonnerie
 (mars 2024).
- Si vous ne connaissez pas le sujet, laissez ce bandeau (vous pouvez alors contacter les auteurs).
- Si vous supprimez le contenu mis en cause (vous pouvez préalablement contacter les auteurs),

argumentez précisément cette suppression dans la page de discussion
(un manque de référence n'est pas un argument ; une recherche réelle de référence doit avoir été effectuée, être formellement documentée).
La cordonnerie est le domaine du cordonnier et s'occupe de chaussures.
- Haut – A
- B
- C
- D
- E
- F
- G
- H
- I
- J
- K
- L
- M
- N
- O
- P
- Q
- R
- S
- T
- U
- V
- W
- X
- Y
- Z

## A
- Après-ski
- Areni-1 - Chaussure en cuir vieille de 5500 ans trouvée en 2008 dans le site archéologique Areni-1 situé dans la région de Vayots Dzor en Arménie;

## B
- Babies
- Babouche
- Ballerine
- Basket
- Bateau
- Blake - Voir cousu.
- Bolognais -
- Bonbout - extrémité d'un talon aiguille
- Botte -
- Bottillons, Bottines (Boots en anglais) - voir botte
- Boucle -
- Bout -
  - Bout droit -
  - Bout dur -
  - Bout fleuri -
  - Bout Golf -
  - Bout Golf Fleuri -
  - Bout renforcé -
- Bride -
  - Bride arrière -

## C
- Cambrure -
- caoutchouc -
- Cavalière (botte plate) -
- Chanel[réf. nécessaire] -
- Charentaise (chausson) -
- Charles IX - voir Babies (chaussures)
- Chasse -
- Chaussant -
- Chausson -
- Chukka Boots -
- Cirage -
- Claquettes -
- Collège (chaussure) -
- Compensé - Voir chaussure
- Contrefort -
- Cousu ou Montage Blake -
- Cousu ou Montage Bolognais -
- Cousu ou Montage Goodyear -
- Cousu ou Montage Norvégien -
- Cousu ou Montage Sandalette -
- Crampons -
- Crêpe (semelle) -
- Croslite -
- Cuir -
  - Cuir daim - Cuir velours, appelé « veau velours »
  - Cuir gras -
  - Cuir Nappa -
  - Cuir Nubuck - voir Nubuck
  - Cuir pleine fleur -
  - Cuir verni -
- Cuissardes -

## D
- Daim -
- Décolleté -
- Découpé -
- Derby, Derbies -

## E
- Embauchoir -
- Empeigne -
- Empiècement -
- Escarpins -
- Espadrilles -

## F
- Ferret -
- Fisherman sandals -

## G
- Genouillères -
- Ghillies -
- Goodyear - Voir Cousu
- Gore-Tex -
- Guêtre -

## H
- Hauteur du talon -
- Hauteur tige -

## J
- Jodhpur -

## L
- Lacets -
- Lamballe -
- Languette -
- Lanière -
- Largeurs -
- Loafers -
- Low Boots -

## M
- Mary Jane -
- Méduses -
- Microfibre -
- Mocassins -
- Molière -
- Mules -

## N
- Nappa - Voir Cuir
- Nubuck
- Nu-pieds -
- Œillets -
- Oxford -
- Pantoufles -
- Patin  -
- Penny loafers -
- Plateau, ou
- Plateforme ou Chaussure à semelles compensées -
- Pointures -
- Pompe - Nom argotique des chaussures
- Premier pas -
- Première (semelle) -
- Première de propreté (semelle) -
- Pump - Nom anglais pour « pompe », désigne une chaussure à talon haut le plus souvent

## R
- Richelieus -

## S
- Sabots -
- Sacchetto -
- Salomé -
- Sandale -
- Sans-gêne -
- Santiags -
- Scratch - Voir Velcro
- Semelle
  - Semelle antidérapante -
  - Semelle d’usure -
  - Semelle extérieure -
  - Semelle intérieure -
  - Semelle intermédiaire -
- Simili-cuir -
- Sneakers -
- Souliers -
- Spartiates -
- Stiletto - voir Talon aiguille
- Suede - voir Daim

## T
- Talon -
  - Talon aiguille -
  - Talon bottier -
  - Talon compensé -
  - Petit talon, Voir Kitten heels
- Tennis -
- Tige -
- Tongs -
- Tout-cuir -
- Trotteurs -

## V
- Velcro -
- Velours -
- Verni -

## W
- Wellington (bottes)

## Z
- Zoccoli -